# VIVA!Nossa Nossa
「VIVA!Nossa Nossa」（ビバ ノッサ・ノッサ）は、遊助の11枚目のシングル。2012年10月31日にソニー・ミュージックレコーズから発売された。

## 概要
前作「Baby Baby」から約7か月ぶりのシングルとなる。
「VIVA!Nossa Nossa」は、サッカー選手のクリスティアーノ・ロナウドが試合中に踊ったことをきっかけにヒットした、ブラジル人歌手、ミシェル・テロの楽曲「Ai Se Eu Te Pego（恋はノッサノッサ）」を日本語カバーしたもの。また、原曲で踊られているダンスは遊助もMVの中で踊っている。また、2013年8月28日にグランキューブ大阪で行われたツアー「あの・・素敵な時間つくりたいんですケド。」にミシェル・テロが参加し、コラボが実現した。このコラボの模様が、2014年3月19日発売のアルバム「あの・・旅の途中なんですケド。」の特典DVDに収録されている。
初回生産限定盤A・Bにはスペシャルステッカー、通常盤の初回プレス分に格言カード1枚が封入されている。
初回生産限定盤BにはDVD化される予定のない2012年ツアー「あの・・絶対オイラにしかできないんですケド。」内から「今夜は無礼講」をBGMとしたダイジェスト映像が収録されている。
初回生産限定盤A・Bに収録されている「空飛ぶ電車」は、3rdアルバム『あの・・涙があるから愛があるんですケド。』からのリカット曲となっている。
本回は、通常盤・初回生産限定盤ともにインストゥルメンタルの収録がない。シングルにインストウルメンタルが一切収録されないのは本作が初となる。

## CDタイプ
- 初回生産限定盤A
  - CD+DVD (5min) +オリジナルシールA付属
- 初回生産限定盤B
  - CD+DVD (4min) +オリジナルシールB付属
- 通常盤
  - 初回生産分のみ、格言カードランダム封入

## 収録曲

### 通常盤
1. VIVA! Nossa Nossa[3:12]
作詞：遊助・Soulife、編曲：Soulife
  - TBS系『原宿ネストカフェ』エンディングテーマ
2. ダチ[4:08]
作詞：遊助、作曲：遊助・Carlos K.、編曲：Carlos K.
3. 彩道 [4:27]
作詞：遊助・斉藤栞、作曲：Jam9、編曲：木村有希・Jam9
「CEDAR CREST」CMソング
4. 明日は大丈夫[4:04]
作詞：遊助、作曲：遊助・田上陽一・キタムラタケシ、編曲：田上陽一

### 初回生産限定盤A（DVD付）
CD
1. VIVA! Nossa Nossa
2. ダチ
3. 彩道
4. 空飛ぶ電車[4:26]
  - 作詞・作曲：遊助、編曲：橋本幸太
  - JR東日本「新幹線YEAR2012」CMソング

DVD
1. VIVA! Nossa Nossa　Music Video
2. 新幹線YEAR 2012 特別CM 映像

### 初回生産限定盤B（DVD付）
CD
1. VIVA! Nossa Nossa
2. ダチ
3. 彩道
4. 空飛ぶ電車

DVD
1. 2012 Live Digest(今夜は無礼講Ver.)